# Арумугам Сабапатхи
Арумугам Сабапатхи (англ. Arumugam Sabapathy, род. 21 декабря 1935) — малайзийский хоккеист (хоккей на траве), полевой игрок. Участник летних Олимпийских игр 1964 и 1968 годов, бронзовый призёр летних Азиатских игр 1962 года.

## Биография
Арумугам Сабапатхи родился 21 декабря 1935 года.
Играл в хоккей на траве за Селангор.
В 1962 году в составе сборной Малайи завоевал бронзовую медаль хоккейного турнира летних Азиатских игр в Джакарте.
В 1964 году вошёл в состав сборной Малайзии по хоккею на траве на летних Олимпийских играх в Токио, поделившей 9-10-е места. Играл в поле, провёл 5 матчей, мячей не забивал.
В 1968 году вошёл в состав сборной Малайзии по хоккею на траве на летних Олимпийских играх в Мехико, занявшей 15-е место. Играл в поле, провёл 4 матча, мячей не забивал.

## Семья
Младший брат Синная Сабапатхи (род. 1947) — малайзийский легкоатлет, выступавший в беге на средние дистанции, в 1972 году участвовал в летних Олимпийских играх в Мюнхене.